# Doble Heroides
El Doble Heroides són un conjunt de sis poemes epistolars que es creu que Ovidi els va escriure en idioma llatí seguint els seus 15 poemes de la seva obra Heroides, i numerats de 16 a 21, en el cas de les edicions modernes. Aquests sis poemes presenten tres temes: un per cadascun dels amants heroics de la Mitologia grega o la Mitologia Romana. L'autoria d'Ovidi és incerta.
- XVI. Paris a Helena de Troia
- XVII. Helena de Troia contesta a Paris
- XVIII. Leandre a Hero
- XIX. Hero respon a Leandre
- XX. Acontios a Cidipe, una noia atenenca obligada a casar-se amb ell
- XXI. Resposta de Cidipe a Acontios